# 胖子華勒
托馬斯・賴特・華勒（英語：Thomas Wright Waller，1904年5月21日—1943年12月15日），藝名「胖子華勒」（Fats Waller），美國爵士鋼琴家、作曲家、歌手，他是爵士樂跨步流派（Stride）的奠基人之一，名作包括《Ain't Misbehavin'》和《Honeysuckle Rose》等。
生於紐約市的非裔美國人家庭，11兄弟姐妹（當中僅5人沒有夭折）排行最小。